# Flame and Shadow
Flame and Shadow – tomik amerykańskiej poetki Sary Teasdale, opublikowany w 1920. Dzieli się na dwanaście cykli. Zawiera głównie krótkie utwory, pisane przeważnie strofą czterowersową.
What do I care, in the dreams and the languor of spring,
That my songs do not show me at all?
For they are a fragrance, and I am a flint and a fire,
I am an answer, they are only a call.
But what do I care, for love will be over so soon,
Let my heart have its say and my mind stand idly by,
For my mind is proud and strong enough to be silent,
It is my heart that makes my songs, not I.
(What Do I Care?)
W tomiku znalazło się polonicum, wiersz Day and Night, rozpoczynający się następującą zwrotką:
In Warsaw in Poland
Half the world away,
The one I love best of all
Thought of me to-day;
Utwór ten przełożył na język polski Ryszard Mierzejewski.